# Halkær Bredning
Halkær Bredning er en godt 4 km lang, og op til 2 km bred bredning i Limfjorden ved Nibe Bredning, beliggende syd for Sebbersund. I bunden af vigen har Halkær Å sit udløb, og derudover får den vand fra Vidkær Å der løber ud fra vest, og mange mindre vandløb som Risbæk, Skjolddal og Djørup Bæk. Ovenfor den nordvestlige ende af vigen ligger det tidligere Sebber Kloster, der nu er hjemsted for en golfklub.
Halkær Bredning er en del af det Internationale naturbeskyttelsesområde under Natura 2000netværket, 15 Nibe Bredning, Halkær Ådal og Sønderup Ådal og er både EU-habitatområde, Fuglebeskyttelsesområde og Ramsarområde, og indgår også i Nibe Brednings Vildtreservat .

## Eksterne kilder og henvisninger
1. ↑  Nibe Bredning

- Halkær Bredning på natur-vesthimmerland.dk

56°56′42″N 9°33′49″Ø / 56.94500°N 9.56361°Ø